# Pseudacteon californiensis
Pseudacteon californiensis är en tvåvingeart som beskrevs av Ronald Henry Lambert Disney 1982. Pseudacteon californiensis ingår i släktet Pseudacteon och familjen puckelflugor.
Artens utbredningsområde är Kalifornien. Inga underarter finns listade i Catalogue of Life.